# Drepanosticta viridis
Drepanosticta viridis – gatunek ważki z rodziny Platystictidae.